# Sebastián Navarro
Sebastián Navarro Otálora (Bucaramanga, Santander, 15 de julio de 2000) es un futbolista colombiano. Juega como mediocampista ofensivo y su equipo actual es América de Cali de la Categoría Primera A de Colombia.

## Orígenes y formación
Nacido en Bucaramanga, inició su carrera en las inferiores de Millonarios, donde tuvo sus primeras convocatorias a partidos oficiales en 2019 bajo la dirección técnica de Jorge Luis Pinto. Aunque no logró debutar en el equipo profesional en partidos oficiales, tuvo participación destacada en la Copa Libertadores Sub-20 de 2020, siendo titular en los partidos ante River Plate, Danubio y Cerro Porteño.

## Carrera en clubes

### Fortaleza CEIF
A los 20 años, y con el objetivo de ganar rodaje, fue cedido a Fortaleza CEIF, equipo que posteriormente adquirió sus derechos deportivos.
Durante su etapa con Fortaleza CEIF en la Segunda División de Colombia, disputó más de 110 partidos y anotó 15 goles, una cifra destacable para un volante ofensivo. Su etapa ahí culminó con el título de campeón del Torneo Finalización en 2023, año en el que alcanzó su máxima consolidación con 9 anotaciones en 45 partidos.

### América de Cali
En enero de 2025 es presentado como nuevo jugador de América de Cali, a préstamo por un año desde Fortaleza CEIF.